# Kim Grant
Kim Grant (25 de setembre de 1972) és un futbolista ghanès. Va disputar 7 partits amb la selecció de Ghana.

## Estadístiques
| Selecció de Ghana | Selecció de Ghana | Selecció de Ghana |
| Anys              | Partits           | Gols              |
| ----------------- | ----------------- | ----------------- |
| 1996              | 3                 | 1                 |
| 1997              | 4                 | 0                 |
| Total             | 7                 | 1                 |